# Roser Tey i Freixa
Roser Tey i Freixa (Barcelona, 1924) és infermera i llicenciada en Història Medieval per la Universitat de Barcelona. Ha contribuït de forma decisiva a consolidar la professió infermera, en la posada en marxa dels estudis universitaris d'infermeria i és una de les precursores a Catalunya de la història de la infermeria. Destaca el seu coratge i esforços per lluitar per la dignificació de la professió infermera, convertint-se en un referent dins la història de l'evolució d'aquesta disciplina.

## Biografia
Va cursar els estudis d'infermeria l'any 1953 a l'Escola Universitària d'Infermeria Santa Madrona, motivada per la llarga tradició familiar d'infermeres de Santa Madrona, iniciada per la seva tieta-àvia paterna Conxita, que posteriorment seguiren dues cosines, ella mateixa i la seva filla. A causa del canvi del pla d'estudis de la nova titulació d'Ajudant Tècnic Sanitari (ATS), que fusionava els títols d'infermera, practicant i llevadora, va haver d'estudiar simultàniament infermeria i batxillerat, títols que va aconseguir l'any 1956.
No va exercir gairebé mai d'infermera assistencial, sinó que va desenvolupar gran part de la seva trajectòria en l'àmbit docent com a professora i cap d'estudis de l'Escola Universitària d'Infermeria Santa Madrona. Un any després d'obtenir el títol d'ATS, va entrar a treballar a Escola Universitària d'Infermeria Santa Madrona exercint tasques d'administrativa a l'inici. Posteriorment li van assignar unes classes de repàs d'anatomia i amb la jubilació de la cap de l'Escola, va assumir les classes d'història de la infermeria.
Als anys 1970 tingué un paper protagonista en les reivindicacions de revisió dels plans d'estudis dels ATS amb l'objectiu d'adaptar-los a les noves demandes i de millorar la qualitat de l'assistència, juntament amb altres infermeres rellevants com Maria Llobet, Carolina Meléndez i Maria Dolors Agell. Quan era secretària d'estudis de l'Escola Universitària d'Infermeria Santa Madrona participà en la lluita pels estudis universitaris d'infermeria juntament amb el Col·legi d'Infermeres i Infermers de Barcelona (COIB), presidit en aquell moment per Pilar de Viala. Fou escollida com a representant del districte universitari de Barcelona a la Comissió Interministerial per al reforma dels estudis d'Infermeria, una comissió d'escoles d'infermeria de tot Espanya on participaven majoritàriament les representants de les escoles de Barcelona, Madrid, Navarra i València, amb els seus col·legis professionals respectius.
Va pertànyer al grup fundador de la revista Rol de Enfermería, on es van publicar alguns dels seus articles i una sèrie de resums treballats conjuntament amb la professora Isabel Fargues sobre la història de la infermeria a l'Hospital de la Santa Creu i Sant Pau.
Fou presidenta de l'Associació per a la Normalització del Català en Infermeria (NORCAI) (2008) i tingué un paper decisiu en la publicació del primer diccionari d'infermeria en català l'any 2008.
Va col·laborar en publicacions presentades en trobades com el Congrés Nacional d’Hospitals celebrat a Barcelona els anys 1977 i 1975, així com en altres simposis organitzats per l’Arxiu Històric de la Ciutat de Barcelona i el Seminario Permanente para la Investigación Histórica de la Enfermería de la Universidad Complutense de Madrid.
Amb el seu esperit inquiet, les ganes de conèixer i la seva visió holística de la infermera ha contribuït a recuperar i deixar constància de les arrels de la professió infermera i a posar de manifest la importància del passat com a eina per a construir el futur de la professió infermera.

## Premis
- L'any 2004 va rebre el Premi a la trajectòria professional que el Col·legi Oficial d’Infermeres i Infermers de Barcelona[4] en reconeixement de la seva dedicació a la infermeria.
- L'any 2010 va rebre un homenatge al XI Congreso Nacional i VI Internacional de Historia de la Enfermería, promogut per l'Escola Universitària d'Infermeria de Sant Joan de Déu, l'Associació FEBEd'Història d'Infermeria de llengua catalana  i el Seminario Permanente para la Investigación Histórica de la Enfermería de la Universidad Complutense de Madrid, en reconeixement com una de les precursores de Catalunya de la història de la infermeria.[2]